# 姚力君
姚力君（1981年10月2日—），浙江海宁人，中国职业足球运动员，曾效力上海申花。

## 职业生涯
姚力君曾经是上海有线02的队长，俱乐部被上海申花收并后进入申花一线队。开始时主要负责中场防守职责，之后位置逐渐后移成为边后卫。
2004年的威尔金森执教期是姚立君状态最好的时期，他也成为威尔金森最器重的球员之一，但是，随着威尔金森的离去，姚立君也渐渐失去了主力位置。
2007年，为了有更多的出场机会，姚立君转会上海联城。熟料联赛开打前申花与联城合并，姚立君又回到了熟悉的康桥基地，成为当年最富戏剧性的“转会案例”。
2007年底，姚力君与李晓君结婚。2010年1月5日，姚力君在华山医院接受了左膝盖关节镜手术。
2010赛季并未进入大名单。2010年正式退役。

## 退役后
2010年底，他创立了上海J&C体育管理有限公司，主要做一些策划工作。

## 争议
2011年10月，他在观看足协杯半决赛时卷入球迷争执，因投掷水瓶被天津警方带走。
2020年10月18日中超上海德比结束当晚，姚力君酒后辱骂、殴打上港球迷。19日因涉嫌寻衅滋事罪被警方依法刑事拘留。